# Patricia Elsener

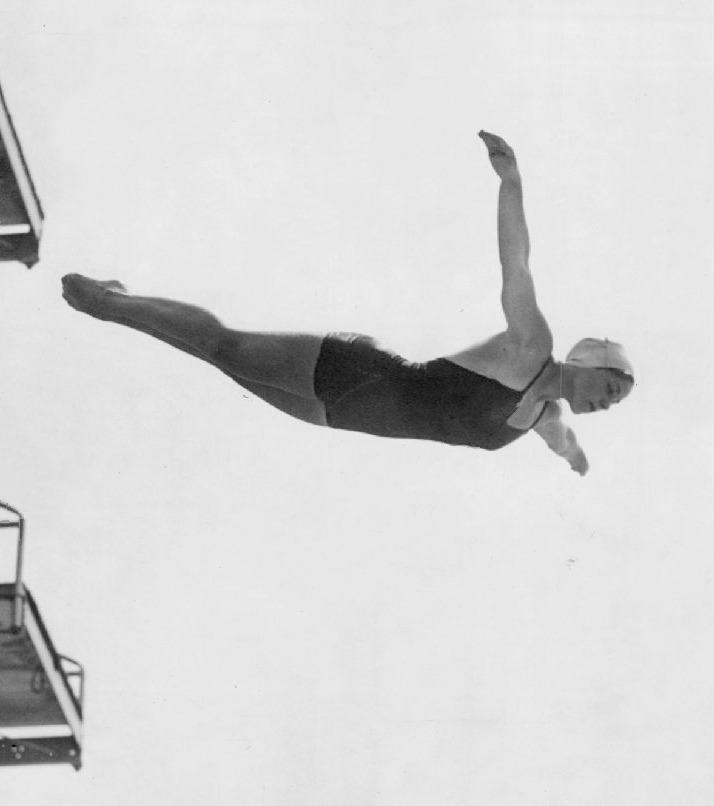
Patricia Elsener (1947)

Patricia „Patsy“ Anne Elsener, nach Heirat: Patricia Anne Homan, (* 22. Oktober 1929 in Oakland, Kalifornien; † 29. September 2019) war eine Wasserspringerin aus den Vereinigten Staaten. Sie gewann 1948 eine olympische Silbermedaille und eine olympische Bronzemedaille.

## Karriere
Patricia Elsener vom Crystal Plunge Club in San Francisco gewann 1946 und 1947 die Hallenmeisterschaft der Amateur Athletic Union vom Dreimeterbrett. 
Im Aufgebot für die Olympischen Spiele 1948 in London standen mit Victoria Draves und Patricia Elsener zwei Springerinnen, die in beiden Disziplinen antreten sollten, Zoe-Ann Olsen war für das Dreimeterbrett nominiert und  Juno Stover für den Turm. Zunächst wurde der Wettbewerb vom Brett ausgetragen. Nach dem Vorkampf führte Draves vor Olsen und Elsener, Vierte war die Französin Nicole Péllissard. Im Finale lag Olsen vor Draves und Pelissier vor Elsener. Da die Ergebnisse von Vorkampf und Finale für das Gesamtergebnis addiert wurden, gewann Draves vor Olsen, Elsener erhielt die Bronzemedaille vor der Französin. Drei Tage später fand der Wettbewerb vom Turm statt. Draves siegte auch hier, dahinter hatte Elsener als Zweite letztlich 0,24 Punkte Vorsprung vor der Dänin Birte Christoffersen auf dem dritten Platz.
Patricia Elsener studierte später mit einem Sportstipendium an der Purdue University in Indiana. Sie heiratete Earl Homan, das Paar bekam drei Kinder.